# نادي الخالدية (الأردن)
نادي الخالدية لكرة القدم هو نادي كرة قدم أردني مقره في البادية الغربية في الأردن. ويتنافس حالياً في دوري الدرجة الأولى الأردني،وهو المستوى الثاني لكرة القدم الأردنية.

## تاريخه
يعد نادي الخالدية أحد الأندية العديدة في محافظة المفرق التي تستضيف المبادرات الشبابية للمجتمع.
شارك نادي الخالدية في دوري الدرجة الثالثة الأردني عام 2011، بمجموعة مكونة من فرق مختلفة من نادي المفرق.
في 29 مايو 2011، تم انتخاب ناصر فهد رئيسًا لنادي الخالدية الرياضي.
في 18 نوفمبر 2013، حصلت الخالدية على دعم من الملك عبد الله الثاني بن الحسين لتطوير مرافقها الشبابية، بالإضافة إلى افتتاح ملعب الخالدية.
في يوم 8 أبريل 2022، استضاف ملعب الخالدية مباريات مختلفة للشباب في منطقة المفرق.

## روابط خارجية
- نادي الخالدية Soccerway
- نادي الخالدية
- الخالدية - الخالدية